# جف کیلی
جف کیلی (انگلیسی: Geoff Keighley) مجری و خبرنگاری بازی‌های ویدئویی اهل کانادا است. وی از سال ۱۹۹۴ میلادی تاکنون مشغول فعالیت بوده‌است. کیلی تهیه‌کننده معتبرترین مراسم انتخاب بهترین بازی سال کامپیوتر جوایز بازی‌های ویدئویی اسپایک بود که به گیم آواردز در سال ۲۰۱۴ تغییر نام داد. وی همچنین مجری رویداد ای۳ بوده‌است.